# Narcélio Limaverde
Narcélio Sobreira Limaverde (Fortaleza, 8 de agosto de 1931 — Fortaleza, 26 de janeiro de 2022), mais conhecido como Narcélio Limaverde, foi um radialista, jornalista, publicitário, escritor e político brasileiro.

## Biografia
Narcélio Limaverde era filho de José Limaverde Sobrinho, um dos pioneiros do rádio cearense, e de Leda Sobreira Limaverde. Estudou no Colégio Cearense do Sagrado Coração e cursou Administração de Empresas na Universidade de Fortaleza (UNIFOR), sem concluir a graduação.

### Carreira na comunicação
Iniciou sua carreira na Ceará Rádio Clube em fevereiro de 1954, após ser o terceiro colocado em um concurso para radialistas na emissora, trabalhando posteriormente como assistente da direção comercial. Em 1960 ingressou na TV Ceará como o primeiro apresentador de telejornal do estado. Dois anos depois foi para a Rádio Dragão do Mar como radialista e assistente de seu departamento artístico. Posteriormente tornou-se jornalista e dirigente na Rádio Jornal do Comércio de Recife e, em 1970, diretor no Sistema Verdes Mares. Trabalhou ainda nas rádios Uirapuru, Cidade AM, Assunção Cearense e FM do Povo, e na TV Uirapuru. De 2007 a 2022 integrou a Rádio FM Assembleia, apresentando o Programa Narcélio Limaverde e o Brasilidade.

### Outras atividades
Dirigiu a Norton Publicidade e a Teleceará — nesta, trabalhou por 28 anos, e foi também assessor de relações públicas — e prestou serviços à Secretaria do Interior e Justiça do Ceará por duas décadas.
Em 1986 foi eleito deputado estadual do Ceará pelo PMDB para a 22.ª Legislatura da Assembleia Legislativa, de 1987 a 1990, com 36.468 votos, o maior número do sufrágio, e, no ano seguinte, 1.º Secretário da Mesa Diretora durante a presidência de Antônio Gomes da Silva Câmara.
Era membro honorário da Academia Cearense de Literatura e Jornalismo.

### Morte
Faleceu em 26 de janeiro de 2022, aos 90 anos, na capital cearense. Estava internado com pneumonia, que agravou um linfoma, doença da qual havia se curado em 2013, acometido em 2018. Deixou a esposa Helenira Leite Limaverde, quatro filhos — Sérgio, Adriana, Vládia e Narcélio Filho —, sete netos e duas bisnetas.

## Obras literárias
- Senhoras e Senhores, uma Crônica Sobre o Rádio Cearense[7][2]
- Fortaleza, História e Estórias – Memória de uma Cidade (1999)[10][7][2]
- Fortaleza Antiga (2008)[11][7][2]